# Debbie Korper
Deborah Marianna (Debbie) Korper (Amsterdam, 13 juni 1960) is een Nederlands actrice. Ze speelde in diverse films, series en musicals, waaronder Gameboy, SpangaS en Soldaat van Oranje.

## Levensloop
Korper studeerde in 1981 af aan de Toneelacademie Maastricht.
In 1983 maakte Korper haar debuut als televisieactrice in de AVRO-serie Mensen zoals jij en ik, waarin ze de rol vertolkte van juffrouw Dorien. In de jaren die volgde speelde ze mee in verschillende televisieseries, waaronder Seth & Fiona, Wet & Waan,  Vuurzee en De avonturen van Kruimeltje.
Korper maakte in december 1995 haar debuut op het grote scherm, in de bioscoopfilm Filmpje! van Paul de Leeuw. Hierna vertolkte Korper meerdere bijrollen in diverse films, waaronder Nachtrit, Gameboy en Hotel de grote L.
Naast film en televisie is Korper werkzaam als theater- en musicalactrice, ze speelde onder andere in de musicals Anne, Soldaat van Oranje en Charlie and the Chocolate Factory.

## Filmografie

### Film
- 1995: Filmpje!, als adoptiedame
- 1998: De man met de hond, als slangenvrouw
- 2001: Superstition, als gevangenisbewaker
- 2005: Gadjé, als rechter Spikman
- 2006: Birthday Boy, als moeder
- 2006: Nachtrit, als juriste
- 2009: Het leven uit de dag, als rechter
- 2009: De Storm, als boze vrouw
- 2011: Nina Satana, als medewerker boekwinkel
- 2014: Gameboy, als mevrouw Gielissen
- 2015: De erfenis van Anne Frank, als Auguste van Pels
- 2016: Houvast, als concertmaster
- 2017: Hotel de grote L, als mevrouw Droog
- 2021: Boys Feels: I Love Trouble, als mevrouw Gielissen

### Televisie
- 1983: Mensen zoals jij en ik, als juffrouw Dorien
- 1990: Vincent van Gogh: Langs de kant van de weg, als hoofdverpleegster
- 1993: Pleidooi, als Jasmien
- 1994: Seth & Fiona, als Patty / Sipje
- 1999: Oud Geld, als manager
- 1999: Leven en dood van Quidam Quidam, als mevrouw
- 2000: Blauw blauw, als Rita
- 2000: Loenatik, als vrouw in zwembad
- 2000-2003: Wet & Waan, als Cecile van Ede
- 2002: Kwartelhof, als Elli Jarratelli
- 2003: De Band, als Boekelo
- 2005: Enneagram, als rechter Spikman
- 2006-2009: Vuurzee, als Renee Smit van Embden
- 2007: Kinderen geen bezwaar, als Nicolientje
- 2008: TiTa Tovenaar, als vrouwtje
- 2010: Den Uyl en de affaire Lockheed, als Liesbeth den Uyl
- 2010: De co-assistent, als Eva Scheelink
- 2010: De avonturen van Kruimeltje, als vrouw Koster
- 2011: Iedereen is gek op Jack, als Tupperware demonstratrice
- 2012: Van God Los, als Trees Vanderink
- 2013: Love Hurts, als Joan
- 2014: Flikken Maastricht, als Mevrouw Dubouis
- 2015: Meiden van de Herengracht, als moeder van Debby
- 2017: B.A.B.S., als Rachel
- 2017: Dokter Tinus, als Ida Wissink
- 2017-2020: SpangaS, als Nel Knapen
- 2019: De Luizenmoeder, als fotograaf
- 2020: Klem, als relatietherapeute
- 2020: All Stars en Zonen, als Lousewies
- 2020: Koppensnellers, als politiechef
- 2020-2024: Nieuw Zeer, als verschillende personages
- 2023: De Poli, als Ineke Landvreugt
- 2023: Rundfunk: Duco & Roy, als Wilma
- 2024: Flikken Maastricht, als Katja Lemmers
- 2024: Een van ons, als Gerda
- 2024: Welkom thuis, als Ellen